# Chodecz
Chodecz (pronunciación: [ˈxɔdɛt͡ʂ]) es una ciudad polaca de Cuyavia y Pomerania. La ciudad está ubicada en el centro del país a 75 km al norte de Łódź y a 150 al oeste de Varsovia. La parte suroeste está rodeada por el lago Chodeckie.
En el 2006 su población era de 1.936.
- Datos: Q987986
- Multimedia: Chodecz / Q987986

1. ↑  Worldpostalcodes.org,código postal n.º 87-860.